# 10-es busz (Békéscsaba)
A békéscsabai 10-es jelzésű autóbusz a Szabadság tér és az AGROKER között közlekedett. A viszonylatot a Körös Volán üzemeltette.

## Megállóhelyei 1990-ben
| 0 | Szabadság tér végállomás | 9 |
| 1 | Beloiannisz utca         | 8 |
| 2 | Petőfi utca              | 7 |
| 4 | Felszabadulás tér        | 5 |
| 5 | Kötöttárugyár            | 4 |
| 6 | Felvonógyár              | 3 |
| 7 | Kulich Gyula lakótelep   | 2 |
| 8 | Millennium lakótelep     | 1 |
| 9 | AGROKER végállomás       | 0 |